# Алимбаев, Пахнидин
Пахнидин Алимбаев, другой вариант имени — Пахридин (кирг. Пахриддин Алимбаев; 1898 год, село Караван — 1982 год, там же) — табаковод, звеньевой колхоза имени Кагановича Янги-Наукатского района Ошской области, Киргизская ССР. Герой Социалистического Труда (1950). Депутат Верховного Совета Киргизской ССР 3-го созыва.

## Биография
Родился в 1898 году в крестьянской семье в селе Караван (ныне — в составе города Кызыл-Кия Баткенской области).
С 1931 года трудился рядовым колхозником в местном колхозе (позднее — имени Кагановича, совхоз «Кызыл-Кия») Янги-Наукатского района.
С 1943 года участвовал в Великой Отечественной войне. После демобилизации с 1946 года работал в табаководческом звене в родном колхозе. Позднее был назначен звеньевым.
В 1949 году звено Пахнидина Алимбаева вырастило в среднем по 18,8 центнеров листьев табака с каждого гектара на участке площадью 3,4 гектаров. Указом Президиума Верховного Совета СССР от 29 мая 1950 года удостоен звания Героя Социалистического Труда с вручением ордена Ленина и золотой медали «Серп и Молот».
Избирался депутатом Верховного Совета Киргизской ССР 3-го созыва (1951—1955).
С 1969 года — персональный пенсионер союзного значения. Проживал в родном селе Караван.
Скончался в 1982 году.
Награды
- Герой Социалистического Труда
- Орден Ленина
- Орден Трудового Красного Знамени